# Love, Simon
Pour plus de détails, voir Fiche technique et Distribution.
Love, Simon, ou Avec amour, Simon au Québec, est une comédie dramatique et romantique américaine réalisée par Greg Berlanti, sortie en 2018.
Il s’agit de l’adaptation du roman Moi, Simon, 16 ans, Homo sapiens de Becky Albertalli, édité pour la première fois en 2015, et du premier film produit par un major du cinéma dont l'intrigue principale met en scène une romance entre deux adolescents homosexuels,.
Le film met en scène Simon Spier, 17 ans, qui est un adolescent qui cache son homosexualité. Il est étudiant à la High School Creekwood dans la banlieue d'Atlanta avec ses trois meilleurs amis. Un jour, Simon apprend qu'un autre adolescent homosexuel de son école vient de dévoiler sa sexualité anonymement sur internet, sous le pseudonyme « Blue ». De façon anonyme également, Simon commence à communiquer avec ce garçon. Les deux adolescents vont vite se confier l'un à l'autre et tisser un véritable lien. Mais quand les messages qu'il échange avec « Blue » tombent entre de mauvaises mains, la vie de Simon va commencer à changer.
Il a reçu des critiques majoritairement positives aux États-Unis et en France, dont des éloges de la part de plusieurs journalistes pour sa modernité et son utilisation des codes de la comédie romantique, mais surtout pour son traitement sans stéréotypes, ni caricatures d'un personnage LGBT. Il fut également un petit succès au box-office, engendrant des bénéfices satisfaisants pour un film du genre et devient culte.
Sur le site agrégateur de critiques Rotten Tomatoes, il obtient un score de 92 % de critiques positives.
Un spin-off télévisé intitulé Love, Victor a été diffusée entre 2020 et 2022 aux États-Unis. À l'international, elle a été lancée en 2021 sur Star, via la plateforme Disney+.

## Synopsis
Simon Spier, 17 ans, est un adolescent vivant dans la banlieue d'Atlanta, dans l'État de Géorgie, qui cache son homosexualité. Il a une famille aimante, composée de ses parents, Emily et Jack, et de Nora, sa sœur, et trois meilleurs amis : Nick et Leah, qu'il connaît depuis très longtemps, et Abby, la nouvelle de la bande.
Un jour, Leah dit à Simon qu'un des étudiants du lycée a fait son coming out en ligne sous le pseudonyme « Blue ». Simon commence alors à communiquer avec Blue sous le pseudonyme de « Jacques ». Les deux s'entendent bien et se partagent des informations personnelles. Cependant, leurs e-mails sont découverts par un autre étudiant, Martin, qui est amoureux d'Abby. Lorsqu'il apprend le secret de Simon, Martin menace ce dernier de publier ses e-mails sauf à ce qu'il l'aide à sortir avec Abby. Dans les jours qui suivent, Simon émet plusieurs hypothèses sur l'identité de Blue mais elles se révèlent toutes infondées, qu'il s'agisse de Bram ou Cal, des garçons du lycée apparemment hétéros, ou Garrett, un employé de diner.
Simon propose à Abby et Martin d'aller dans un diner pour travailler ensemble sur la comédie musicale du lycée et les deux semblent se rapprocher. Ce soir-là, Simon fait son coming out à Abby et est soulagé lorsqu'elle réagit positivement.
Lors d'une partie de football américain organisée par le lycée, Simon retrouve Garrett, mais apprend que celui a des vues sur Abby et qu'il ne peut donc pas être Blue. Lors de cette même soirée, Martin déclare publiquement ses sentiments pour Abby, pensant avoir une chance. Mais quand cette dernière dit que ce n'est pas réciproque, Martin est humilié et devient l'objet de moqueries.
Lors du réveillon de Noël, pour se venger de son humiliation et reporter l'attention du lycée sur quelqu'un d'autre, Martin révèle l'homosexualité de Simon en postant ses e-mails sur le site de potins du lycée. La sœur de Simon essaie de le réconforter, mais il lui demande de partir et ne répond pas aux messages et aux appels de ses amis. Simon fait son coming out à ses parents le matin de Noël. Ils sont surpris mais l'acceptent.
Après les vacances, Nick et Abby, qui sont maintenant en couple, font face à Simon et lui parlent de sa manière de les éloigner face au chantage de Martin (il a raconté plusieurs mensonges pour favoriser les tentatives de Martin dans l'espoir de ne pas voir son secret révélé). Leah avoue son amour à Simon, et ajoute être blessée qu'il ait fait son coming out à Abby en premier alors qu'ils se connaissent tous les deux depuis toujours. Simon est alors rejeté par ses amis. Il reçoit ensuite un e-mail de Blue, effrayé que leurs e-mails aient été dévoilés. Blue dit à Simon qu'il ne peut pas continuer de lui écrire et supprime son adresse mail. Simon est dévasté, ayant perdu ses amis mais également ce correspondant mystérieux duquel il était tombé amoureux.
À la cafétéria, Simon et Ethan, un étudiant ouvertement gay, subissent des moqueries de leurs camarades, vite réprimées par le corps professoral ; Ethan et Simon en profitent pour évoquer des difficultés qu'ils ont traversées après leur coming out. La mère de Simon réconforte ce dernier, qui s'excuse auprès de Leah. Simon poste une confession sur le site de potins en s'excusant auprès de ses amis, et dit à Blue de le rencontrer à la foire du lycée.
Après la comédie musicale de fin d'année, Leah, Nick, Abby et Simon se réconcilient et ils vont tous à la foire ensemble. Simon attend Blue toute la soirée dans la grande roue mais finit par ne plus avoir de tickets. Martin, pour se faire pardonner ce qu'il a fait, lui achète un tour de plus. Juste avant que le tour ne commence, Bram s'assoit à côté de Simon et se révèle être Blue ; Simon avait vu Bram embrasser une fille pendant une soirée mais ce n'était qu'un quiproquo dû à l'alcool. Ils prennent la grande roue ensemble et s'embrassent sous les applaudissements de leurs amis.
La vie de Simon revient peu à peu à la normale alors que lui et Bram commencent leur relation. Alors que Simon passe prendre ses amis et son copain pour aller au lycée, il suggère de renoncer à leur routine et de partir à l'aventure.

## Fiche technique
Sauf indication contraire, les informations mentionnées dans cette section peuvent être confirmées par la base de données cinématographiques IMDb,  présente dans la section « Liens externes ».
- Titre original et français : Love, Simon
- Titre québécois : Avec amour, Simon
- Titre de travail : Simon Vs. The Homo Sapiens Agenda
- Réalisation : Greg Berlanti
- Scénario : Isaac Aptaker et Elizabeth Berger, d'après le roman Moi, Simon, 16 ans, Homo sapiens de Becky Albertalli
- Direction artistique : Aaron Osborne
- Décors : Tasha Clarkson
- Costumes : Eric Daman
- Photographie : John Guleserian
- Montage : Harry Jierjian
- Musique : Rob Simonsen
- Production : Marty Bowen, Wyck Godfrey, Isaac Klausner et Pouya Shahbazian
  - Coproducteur : Chris McEwen et Chris Golden Evans
  - Producteurs délégués : Timothy M. Bourne
- Sociétés de production : Fox 2000 Pictures, Temple Hill Productions et TSG Entertainment
- Société de distribution : 20th Century Fox
- Budget : 17 millions de dollars[6]
- Pays d'origine :  États-Unis
- Langues originales : anglais
- Format : couleur - 2.39:1 - son Dolby Atmos
- Genre : comédie dramatique et romantique
- Durée : 110 minutes
- Dates de sortie :
  - États-Unis / Canada : 16 mars 2018
  - France (avant première) : 20 avril 2018
  - Belgique : 20 juin 2018
  - France : 27 juin 2018

## Distribution
- Nick Robinson (VF : Gauthier Battoue ; VQ : Xavier Dolan) : Simon Spier
  - Nye Reynolds : Simon Spier à cinq ans
  - Bryson Pitts : Simon Spier à dix ans
- Jennifer Garner (VF : Laura Blanc ; VQ : Aline Pinsonneault) : Emily Spier
- Josh Duhamel (VF : Alexis Victor ; VQ : Patrice Dubois) : Jack Spier
- Katherine Langford (VF : Camille Donda ; VQ : Geneviève Bédard) : Leah Burke
- Alexandra Shipp (VF : Aurélie Konaté ; VQ : Catherine Bonneau) : Abigail « Abby » Suso
- Jorge Lendeborg Jr. (VF : Benjamin Bollen ; VQ : Alexandre Bacon) : Nick Eisner
- Keiynan Lonsdale (VF : Namakan Koné ; VQ : Nicolas Bacon) : Abraham « Bram » Greenfeld
- Logan Miller (VF : Gabriel Bismuth-Bienaimé) : Martin Addison
- Miles Heizer (VF : Pierre-Emmanuel Brault) : Cal Price
- Talitha Bateman (VF : Alice Orsat) : Nora Spier
  - Skye Mowbray : Nora Spier à six ans
- Tony Hale (VF : Laurent Morteau ; VQ : Philippe Martin) : Mr Worth
- Natasha Rothwell (VF : Claudia Tagbo ; VQ : Geneviève Désilets) : Mme Albright
- Joey Pollari (VF : Jim Redler ; VQ : Nicholas Savard L'Herbier) : Lyle
- Clark Moore (VF : Hervé Grull) : Ethan
- Mackenzie Lintz (VF : Kelly Marot) : Taylor Metternich
- Drew Starkey (VF : Martin Faliu) : Garrett Laughlin

- Source et légende : Version française (VF) via le carton de doublage ; version québécoise (VQ) sur Doublage Québec[10]

## Production

### Genèse et développement

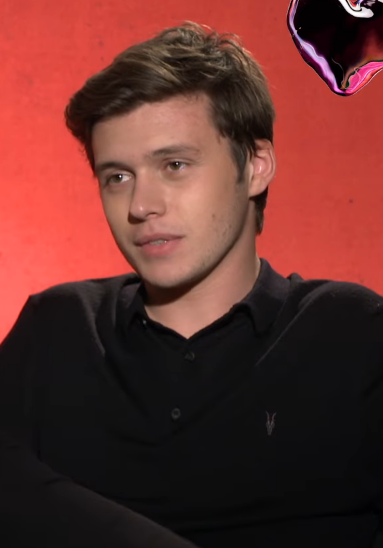
Nick Robinson interprète de Simon Spier.

Le 29 octobre 2015, le studio 20th Century Fox annonce avoir acquis via le producteur Chris Golden Evans et sa filiale Fox 2000 Pictures, les droits d'adaptation du roman Moi, Simon, 16 ans, Homo sapiens de Becky Albertalli. Le studio commence alors immédiatement le développement d'un film.
Le 6 septembre 2016, Greg Berlanti, connu pour son travail sur Dawson et les séries du Arrowverse, est annoncé à la réalisation du film dont le scénario sera adapté par Isaac Aptaker et Elizabeth Berger.
Lors du National Coming Out Day, le 11 octobre 2017, le studio dévoile l'affiche du film ainsi que sa date de sortie américaine. Il est également dévoilé que le titre ne sera pas le même que le roman, raccourci en Love, Simon.
Le 27 février 2018, le film est diffusé en avant-première au Mardi Gras Film Festival (en) à Sydney en Australie. Il est ensuite diffusé le 3 mars 2018 au festival du film de Glasgow en Écosse. Après sa sortie, il est également diffusé au festival du film LGBT de Melbourne en Australie le 22 mars 2018.
Après la sortie du film, plusieurs célébrités — dont Jennifer Garner, Kristen Bell, Neil Patrick Harris, Joey Graceffa, Matt Bomer, Robbie Rogers, Benj Pasek, Tyler Oakley, Martin Gero, Andrew Rannells et Jesse Tyler Ferguson — ont loué des salles et offert des projections gratuites du film car ils pensaient qu'il véhiculait un message important.

### Attribution des rôles
Nick Robinson est le premier à rejoindre la distribution du film en décrochant le rôle-titre en décembre 2016.
Nick Robinson déclare, qu'après avoir lu le scénario, il avait enfreint la règle qu'il s'était imposée de ne plus interpréter le rôle d'étudiants parce qu'il voyait l'importance culturelle du film.
Le mois suivant, l'actrice Alexandra Shipp, révélée dans X-Men: Apocalypse, décroche le rôle d'Abby Suso, l'une des amies de Simon. Elle est ensuite rejointe par Jennifer Garner pour le rôle de la mère de Simon en février 2017.
Le chanteur Shawn Mendes a été invité à auditionner pour le rôle de Simon. N'ayant pas le temps, il n'a pas été en mesure de le faire.
L'implication de Keiynan Lonsdale dans ce film l'a inspiré pour faire son coming out.

### Tournage
Le tournage débute le 6 mars 2017 à Atlanta en Géorgie, aux États-Unis. Il s'est terminé le 23 avril 2017.
Le tournage s'est terminé deux jours avant la date prévue à la suite d'une décision de Greg Berlanti. En effet, pour lui, ce genre de film doit bénéficier d'une bande-originale marquante que le public pourra réécouter ensuite. Deux jours de tournage en moins permettaient donc des économies sur le budget du film pour pouvoir amortir le coût des musiques.

### Musique
Singles
1. Alfie's Song (Not So Typical Love Song)
Sortie : 16 janvier 2018
2. Love Lies (en)
Sortie : 14 février 2018
3. Strawberries & Cigarettes
Sortie : 16 mars 2018[26]

Liste des titres
1. Alfie's Song (Not So Typical Love Song) - Bleachers
2. Rollercoaster - Bleachers
3. Never Fall in Love - Jack Antonoff et MØ
4. Strawberries & Cigarettes - Troye Sivan
5. Sink In - Amy Shark
6. Love Lies - Khalid et Normani
7. The Oogum Boogum Song - Brenton Wood
8. Love Me - The 1975
9. I Wanna Dance with Somebody (Who Loves Me) - Whitney Houston
10. Someday at Christmas - The Jackson Five
11. Wings - HAERTS
12. Keeping a Secret - Bleachers
13. Wild Heart - Bleachers

D'autres chansons sont présentes dans le film mais ne figurent pas dans la bande originale : Waterloo Sunset de The Kinks, Diamond de MONAKR, Feel It Still de Portugal. The Man, No de Meghan Trainor, As Long as You Love Me de Justin Bieber, Add It Up de Violent Femmes, une version orchestre de Bad Romance de Lady Gaga et Shine a Light de Banners.
Le titre Love Lies (en) entre dans les classements nationaux de nombreux pays. Il atteint le top 10 aux États-Unis, en Nouvelle-Zélande, Australie, Royaume-Uni, Ireland, Danemark et au Portugal. En 2019, le Billboard américain la nomme la septième plus grande chanson de la décennie des années 2010 sur le classement Top 40 Mainstream.

## Thèmes

### Normativité et représentation de l'homosexualité
Love, Simon aborde la normativité et les représentations homosexuelles. Le film le fait à travers l'histoire d'un adolescent gay dans une société hétéronormative. Le personnage principal, bien qu'il cache son homosexualité pour diverses raisons, le fait aussi en partie par peur de briser l'image que tout le monde connaît de lui. Par exemple, il craint de faire son coming out auprès de son amie Leah, avec qui il a passé 13 ans, alors qu'il n'a aucun mal à le faire auprès de son amie plus récente, Abby, avec qui il a passé 6 mois. Le film explore la pression que subissent les jeunes adolescents LGBTQ+ lorsqu'ils sont confrontés à leur sexualité et à l'obligation d'adhérer aux normes hétérosexuelles. Le coming out est perçu comme un saut hors de la normativité, c'est pourquoi ce thème est exploré dans le film.
Dans l'un des courriels qu'il envoie à son correspondant secret, il donne une série de raisons pour lesquelles il pense qu'il pourrait se retenir de faire son coming out. L'une de ces raisons est qu'il attend peut-être l'université pour être enfin gay et fier de l'être. Cette scène est suivie d'une séquence musicale où il danse, accroche des affiches d'artistes homosexuels et arbore des drapeaux symbolisant la « pride ». Cette scène illustre la confusion causée par les attentes.
La représentation du parcours du personnage principal lors de son coming out est cohérente avec les récits de coming out décrits dans une étude de l'université d'Amsterdam (2021) sur les récits traditionnels de la culture audiovisuelle. Elle aborde la tension entre la réalisation intérieure d'un individu et les attentes de la société. La difficulté pour Simons de savoir quand et comment révéler son identité sexuelle valide le récit de l'œuvre, qui décrit le coming out comme un équilibre fragile entre l'identité publique et l'acte personnel.

### Intimité et espaces numériques
Simon est victime d'un chantage lorsque ses échanges de courriels avec Blue sont découverts, révélant ainsi la partie de son identité qu'il n'était pas encore prêt à montrer. Bien qu'il se soit retrouvé dans une situation compromettante, cela montre aussi que les espaces en ligne qui offrent l'anonymat peuvent créer un sentiment de sécurité qui peut inciter les individus à s'exprimer. Cela montre également le rôle des médias sociaux dans la découverte de soi et la création de liens significatifs - de nombreux moments de développement que vivent Simon et Blue sont inspirés l'un par l'autre, car ils partagent leurs expériences et discutent de sujets qu'ils ne peuvent partager avec personne d'autre dans la vie réelle. D'une certaine manière, l'anonymat et la plateforme en ligne leur ont servi de refuge. C'était le seul moyen pour eux d'explorer leur sexualité en s'éloignant de la société hétéronormative dans laquelle ils vivaient au quotidien. Mais une fois de plus, ce sentiment de sécurité est remis en question lorsque Simon est outé.
Cette utilisation de l'espace digital illustre à la fois les risques associés aux médias sociaux et les opportunités qu'ils peuvent créer pour les personnes LGBTQ+. Les conclusions d'un article du JMIR Mental Health reflètent ce message, affirmant que les médias sociaux sont un outil puissant pour l'exploration de l'identité LGBTQ+ et le soutien à la santé mentale. En revanche, le film montre, lorsque Simon est outé contre sa volonté, que ces plateformes sont aussi une source de vulnérabilité. La dualité des médias sociaux reflète le rôle délicat que joue la technologie dans la vie des personnes queer. Dans le livre Coming Out Queer Online : Identity, Affect, and the Digital Closet par Patrick M. Johnson, il aborde spécifiquement la façon dont les plateformes numériques permettent d'échapper aux normes sociales et de façonner des identités sans contrainte hétéronormative, décrivant cela comme une émancipation à l'ère numérique, en particulier pour les jeunes générations.

### Amour et communauté dans le contexte LGBTQ+
Love, Simon souligne l'importance des amitiés et de la communauté lorsqu'il s'agit de l'expérience d'une personne queer. Les systèmes de soutien sont mis en évidence dans le film. Par exemple, malgré les tensions entre Simon et ses amis lorsqu'ils découvrent qu'il n'a pas été tout à fait honnête avec eux, ils l'ont toujours soutenu. Le soutien de sa famille biologique est également mis en évidence - quelques moments de larmes partagés entre eux lorsqu'ils partagent sa frustration. Ce thème porte davantage sur le sens de la communauté, qui est important pour se sentir accepté tel que l'on est et affirmer son identité.
Une thèse de l'université Concordia explore le concept de « famille choisie », qui est très pertinent dans le cadre de ce film, qui accorde une grande importance aux liens personnels de Simon. Ces amitiés sont au cœur du parcours de Simon, en particulier la façon dont ses amis et sa famille lui apportent leur soutien après qu'il a été démasqué. La thèse explore l'importance de la « famille choisie » dans les récits queer, notant que pour de nombreux individus queer, ces liens agissent comme des systèmes essentiels de soins et d'acceptation. Le film, qui s'inscrit dans le cadre de cet article, montre que les personnes homosexuelles trouvent souvent le soutien dont elles ont besoin non seulement dans leur famille biologique, mais aussi dans la communauté étendue et les personnes dont elles choisissent de s'entourer. Un article de Ben Trott, "Friends and Family. The Reproduction of Queer Life" reflète cette même idée, en parlant des individus qui recherchent le réconfort et la validation de leur système de soutien non biologique, ce qui renforce l'idée d'une communauté alternative en réponse à une société hétérocentrique.

### Intersectionnalité et multiplicité des identités
Bien qu'elle ne soit révélée qu'à la toute fin, l'identité de Blue soulève la question de l'intersectionnalité. Il poursuit en disant qu'il est juif, noir et homosexuel sur un ton sec. Cela suggère que son identité à multiples facettes ne manquera pas de lui causer des ennuis. Bien que son personnage reste un mystère jusqu'à la fin, les échanges de courriels entre Blue et Simon montrent qu'il a été confronté à des difficultés liées à son identité, notamment avec sa famille religieuse. Le fait d'être une personne de couleur, d'appartenir à une minorité religieuse et d'être homosexuel dans une société hétérocentrique sont autant de facteurs qui contribuent à ses expériences complexes. Cela montre également que les membres de la communauté LGBTQ+, même s'ils ont des points communs, vivent tous une expérience queer différente. Le personnage de Blue s'aligne sur les idées de la théorie queer telle que discutée dans le travail de Duong (2012) en ce qui concerne la politique et le genre. Cela nous aide à comprendre son caractère et la complexité de son expérience au sein d'une société hétéronormative.

## Accueil

### Critiques
Aux États-Unis, le film reçoit des critiques très positives de la part de la presse spécialisée. Sur le site agrégateur de critiques Rotten Tomatoes, il obtient un score de 92 % de critiques positives, avec une note moyenne de 7,4/10 sur la base de 151 critiques positives et seulement 14 négatives, permettant au film d'obtenir le statut « Frais », le certificat de qualité du site.
Le consensus critique établi par le site résume que le film aborde le passage à l'âge adulte, un genre pourtant très utilisé, de façon réussie.
Sur Metacritic, il obtient un score positif de 72/100 sur la base de 38 critiques collectées.
En France, il reçoit également des critiques majoritairement positives. Pour Guillemette Odicino de Télérama, le film est une réussite : « Parfaitement incarné par de jeunes stars montantes, finement écrit et très drôle par moments (...), Love, Simon sait, aussi, remettre au goût du jour un ressort éternel de la comédie romantique : la correspondance épistolaire. ».
De même pour Bruno Deruisseau des Inrocks : « Si 13 Reasons Why était la série sur le harcèlement que l'on a même pas eu besoin d'attendre tant elle a su précéder le mouvement MeToo et la condamnation du harcèlement, force est de constater qu'on a longtemps attendu un film comme Love, Simon. ».
Becky Albertalli, l'auteur du roman sur lequel le film est basé, a regardé un premier montage et fait alors l'éloge du film, déclarant : « C'est drôle et pertinent et intemporel et charmant et honnête et douloureux et si romantique. C'est exactement ce que je voulais que le livre raconte »,.

### Box-office
| Pays ou région    | Box-office      | Date d'arrêt du box-office | Nombre de semaines |
| ----------------- | --------------- | -------------------------- | ------------------ |
| France            | 135 517 entrées | 17 juillet 2018            | 3                  |
| États-Unis Canada | 40 826 341 $    | 14 juin 2018               | 13                 |
| Mondial           | 66 316 289 $    | 11 septembre 2018          | 26                 |

Aux États-Unis, les avant-premières du film ont récolté un peu plus de 800 000 de dollars la veille de la sortie du film puis pour sa première journée, il récolte un peu plus de 4,6 millions de dollars, un score correct. Le film termine son premier week-end à la cinquième place du box-office américain avec un peu plus de 11 millions de dollars récolté, réalisant une performance à la hauteur des estimations. Le film termine également sa première semaine à la cinquième place du box-office avec un peu plus de 15 millions de dollars récolté.
Lors de sa deuxième semaine, il tombe à la huitième place mais récolte 11 millions de dollars, lui permettant de rembourser intégralement son budget et de commencer à engendrer des bénéfices supplémentaires.
Au 11 septembre 2018, il récolte 40,8 millions de dollars aux États-Unis et au Canada et 25,4 millions de dollars dans le reste du monde, dont un peu plus de 1 million en France, pour un total global de 66,3 millions. Un très bon score et accueil pour un film romantique et surtout, pour un film mettant en scène des adolescents homosexuels.
Love, Simon est le deuxième film du studio 20th Century Fox à représenter de manière positive et sympathique personnage homosexuel de premier plan acceptant son orientation. Le premier fut Making Love.
À sa sortie, il est le quatorzième film romantique mettant en scène des adolescents ayant rapporté le plus de bénéfices. Il est également la troisième production du genre produite par 20th Century Fox ayant rapporté le plus de bénéfices au studio, derrière Nos étoiles contraires et Roméo + Juliette.

## Statut de film culte
Il a reçu des critiques majoritairement positives aux États-Unis et en France, recevant des éloges de la part de plusieurs journalistes pour sa modernité et son utilisation des codes de la comédie romantique, mais surtout pour son traitement sans stéréotypes, ni caricatures d'un personnage LGBT. Il fut également un petit succès au box-office, engendrant des bénéfices satisfaisants pour un film du genre et devient culte.
Le film est classé à la 33e place des meilleures comédies romantiques de tous les temps sur le site Rotten Tomatoes, avec un score de 91 %.

## Spin-off télévisé
En 2019, The Walt Disney Company, qui vient alors d'acquérir la 20th Century Fox, annonce la commande d'une série télévisée basée sur le film à destination du service Disney+ et produite par 20th Television. Il est précisé que la série ne sera pas basée sur Leah à contretemps, suite du roman dont le film est adapté, mais mettra en scène une histoire inédite avec de nouveaux personnages tout en se déroulant dans le même univers que le film.
Nick Robinson reprend le rôle de Simon en prêtant sa voix au personnage. L'acteur est également l'un des producteurs de ce spin-off télévisé, intitulé Love, Victor. Keiynan Lonsdale et Natasha Rothwell y font également une apparition.
La série est lancée en 2020 sur Hulu, un autre service de streaming appartenant à The Walt Disney Company mais destiné à un public plus mature. À l'internationale, elle est diffusée depuis février 2021 sur le service Disney+, via la chaîne virtuelle Star.

## Censure
À Cuba, la scène du baiser entre les deux protagonistes masculins est coupée. Quand l’artiste cubain Luis Manuel Otero Alcántara proteste en 2020 contre cette censure, il est arrêté par la police,,.

## Distinctions
Sauf indication contraire, les informations mentionnées dans cette section peuvent être confirmées par la base de données cinématographiques IMDb,  présente dans la section « Liens externes ».

### Récompenses
- Golden Trailer Awards 2018 : Meilleure campagne de teasing
- MTV Movie & TV Awards 2018 : Meilleur baiser pour Nick Robinson et Keiynan Lonsdale
- Teen Choice Awards 2018 : 
  - Film de comédie préféré
  - Meilleure Révélation pour Nick Robinson

### Nominations
- Golden Trailer Awards 2018 : 
  - Meilleure bande-annonce pour un film romantique
  - Meilleur spot TV pour un film romantique
  - Meilleure campagne d'affichage
- MTV Movie & TV Awards 2018 : Meilleure scène musicale
- Teen Choice Awards 2018 : Meilleure alchimie pour Nick Robinson et Keiynan Lonsdale
- People's Choice Awards 2018.
  - Film comédie de l'année
  - Star de comédie de l'année pour Nick Robinson